# Единый день голосования 12 октября 2008 года

Карта региональных выборов 12 октября 2008 года.
Парламентские

В единый день голосования 12 октября 2008 года, согласно данным Центральной избирательной комиссии Российской Федерации, прошла 431 выборная кампаний различного уровня, включая выборы глав 123 муниципальных образований и законодательных собраний 5 субъектов федерации и 133 муниципальных образований.

## Законодательные собрания субъектов федерации

#### Кемеровская область
По единому округу
- Единая Россия 1 220 759 голосов или 84,53 % — 17 мандатов
- Справедливая Россия 79 359 или 5,59 % (менее чем 7 %) — 1 мандат

Кроме того в выборах по единому общерегиональному округу участвовали списки от ЛДПР − 67 085 голосов или 4,65 % , КПРФ − 49 995 голосов или 3,47 %. ЕР также получила все 18 мандатов по одномандатным округам.

#### Чеченская Республика
- Единая Россия 37
- Справедливая Россия 4

#### Иркутская область
- Единая Россия 15
- ЛДПР 4
- КПРФ 4
- Справедливая Россия 2[1]

#### Забайкальский край
- ЕР 14
- КПРФ 5
- ЛДПР 3
- АПР 2
- Справедливая Россия 3

#### Сахалинская область
- Справедливая Россия 1
- ЛДПР 2
- КПРФ 4
- Единая Россия 11